# Vicenç Casajús i Mestres
Vicenç Casajús i Mestres (Barcelona, 1883; Barcelona, 30 de desembre de 1950) va ser compositor i organista.
Estudis de piano a Vilafranca del Penedès amb Maria Faura Elies. Deixeble de Vicent Maria de Gibert (organista) i de Josep Barberà (harmonia, contrapunt i fuga). Va ser ordenat sacerdot. Organista i mestre de capella a les parròquies de la Puríssima Concepció de Sabadell, Nostra Senyora de la Bonanova i la Puríssima Concepció de Barcelona.

## Obra
La fundació Concepció Rabell i Cibils li atorgà un premi pel seu Quartet de corda. De la mateixa manera, el seu poema coral "La cançó del vell Cabrés", sobre text de Ventura Gassol, va ser premiat en un concurs organitzat per l'Orfeó Gracienc de Barcelona.
Es conserven obres seves al Fons SEO (Fons de l'església parroquial de Sant Esteve d'Olot). Es conserven obres dedicades a la seva mestra de piano als fons de Centre de Documentació de Vinseum amb data de l'any 1909.